# Санчес Чипитрия, Фернандо
Фернандо Санчес Чипитрия (исп. Fernando Sánchez Cipitria род. 12 сентября 1971, Мадрид) — испанский футболист, игрок сборной Испании.

## Карьера
Фернандо родился в Мадриде. Неудачный выпускник молодежного состава "Реала", он дебютировал в Ла Лиге в составе ФК «Реал Вальядолид» в сезоне 1995-96 годов, когда команду тренировал молодой Рафаэль Бенитес.
В следующем сезоне, когда Фернандо забил лучшие в карьере 11 голов, команда Кастилии и Леона вышла в Кубок УЕФА, заняв седьмое место. Впоследствии он подписал контракт с ФК «Реал Бетис» и провел два достойных сезона в высшей лиге.
В течение двух месяцев Фернандо провел 2 матча за сборную Испании. Первый он провел 28 января 1998 года, выйдя на замену на 82-й минуте вместо Гильермо Амора в товарищеском матче во Франции, со счетом 0:1.